# Forcepia assimilis
Forcepia assimilis är en svampdjursart som först beskrevs av William Lundbeck 1905.  Forcepia assimilis ingår i släktet Forcepia och familjen Coelosphaeridae. Inga underarter finns listade i Catalogue of Life.